# Spilosoma pilosa
Spilosoma pilosa är en fjärilsart som beskrevs av Rothschild 1910. Spilosoma pilosa ingår i släktet Spilosoma och familjen björnspinnare. Inga underarter finns listade i Catalogue of Life.